# Теодора Асен
Теодора Асенина Палеологина је била византијска принцеза и последња деспина Морејске деспотовине. Теодора је била ћерка Павла Асена и Палеологине, њени браћа и сестре су били Матеј и Симона Асен. Удала се за тадашњег владара Селимврије, деспота Димитрија Палеолога, што је био његов други брак, удовац из првог, а 1442. године добили су ћерку Јелену. Прича се да је била веома лепа и живахна. Године 1449, када је деспот Диметрије постао деспот Мистре, она је постала и последња господарица Мистре. Године 1460, падом деспотовине Мореје под Османлије, нашла се са својом породицом у Цариграду и са собом понела рукопис Цјеловитог писања закона Ђорђа Гемиста Плетона и предала га патријарху Генадију II, који га је јавно спалио. Умрла је 1470. или 1471. године, убрзо после ћерке и мужа.